# Бівер Тауншип (округ Джефферсон, Пенсільванія)
Бівер Тауншип (англ. Beaver Township) — селище (англ. township) в США, в окрузі Джефферсон штату Пенсільванія. Населення — 465 осіб (2020).

## Демографія
Згідно з переписом 2010 року, у селищі мешкало 498 осіб у 195 домогосподарствах у складі 142 родин. Було 254 помешкання
Расовий склад населення:
| - 99,0 % — білих - 0,4 % — чорних або афроамериканців - 0,2 % — корінних американців - 0,2 % — азіатів |

До двох чи більше рас належало 0,2 %. Частка іспаномовних становила 0,8 % від усіх жителів.
За віковим діапазоном населення розподілялося таким чином: 23,3 % — особи молодші 18 років, 61,8 % — особи у віці 18—64 років, 14,9 % — особи у віці 65 років та старші. Медіана віку мешканця становила 42,6 року. На 100 осіб жіночої статі у селищі припадало 100,0 чоловіків;  на 100 жінок у віці від 18 років та старших — 101,1 чоловіків також старших 18 років.
Середній дохід на одне домашнє господарство  становив 60 151 долар США (медіана — 47 188), а середній дохід на одну сім'ю — 79 208 доларів (медіана — 65 500). Медіана доходів становила 43 750 доларів для чоловіків та 34 375 доларів для жінок. За межею бідності перебувало 4,0 % осіб, у тому числі 0,0 % дітей у віці до 18 років та 0,0 % осіб у віці 65 років та старших.
Цивільне працевлаштоване населення становило 212 осіб. Основні галузі зайнятості: освіта, охорона здоров'я та соціальна допомога — 21,7 %, виробництво — 20,3 %, роздрібна торгівля — 10,8 %, будівництво — 9,4 %.